# Яхново (Торопецкий район)
Яхново, погост Яхнов — исчезнувшая деревня Торопецкого района Тверской области. Располагалась на территории Плоскошского сельского поселения.

## География
Деревня располагалась в западной части района на расстояние 32 километра (по прямой) к северо-западу от районного центра Торопец. Находилась на берегу реки Большая Ноша.

## История
До революции деревня входила в состав Холмского уезда Псковской губернии.
На топографической карте Фёдора Шуберта, изданной в 1860 году, обозначен погост Яхнов(ъ). На погосте находился каменный православный храм, освящённый во имя Воздвижения Креста Господня. В 1876 году он имел 721 прихожанина, в 1879 году — 742 прихожанина. В советское время храм был уничтожен.
На карте РККА 1923—1941 годов обозначен погост Яхнов. Имел 3 двора, обозначена православная церковь.